# István Anhalt
István Anhalt (Budapest, 12 aprile 1919 – Kingston, 24 febbraio 2012) è stato un compositore ungherese naturalizzato canadese.

## Biografia
Nato a Budapest nel 1919, studiò con Zoltán Kodály e più tardi con Nadia Boulanger e Soulima Stravinsky prima di emigrare in Canada nel 1949.

## Composizioni
- La Tourangelle (17 luglio 1975 a Toronto con Andrew Davis)